# Nisshin
Nisshin (jap. 日進市, -shi), auch Nissin, ist eine Stadt in der Präfektur Aichi auf Honshū, der Hauptinsel von Japan. 

## Geographie
Nisshin liegt westlich von Toyota und östlich von Nagoya.

## Geschichte
Am 10. Mai 1906 schlossen sich die Mura Hakusan (白山村, -mura), Iwasaki (岩崎村, -mura) und Kaguyama (香久山村, -mura) im Aichi-gun zum Mura Nisshin (日進村, -mura) zusammen. Am 1. Januar 1958 folgte die Ernennung zur Chō Nisshin (日進町, -chō) und am 1. Oktober 1994 zur Shi.

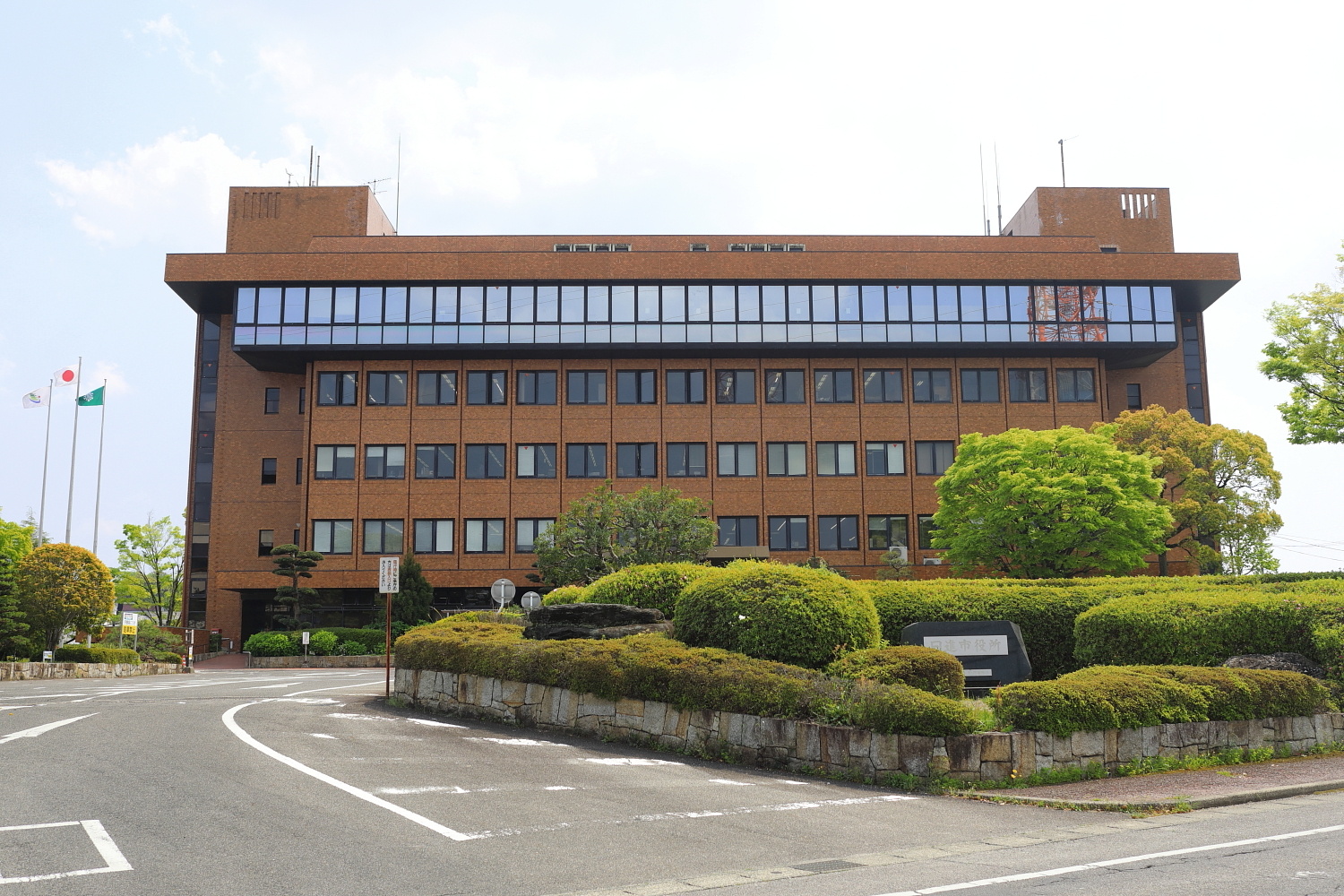
Rathaus

## Verkehr
Am Bahnhof Akaike gehen zwei Bahnlinien ineinander über: einerseits die Tsurumai-Linie der U-Bahn Nagoya, andererseits die Toyota-Linie nach Toyotashi im Zentrum der Stadt Toyota. Ebenso ist Nisshin über die Nationalstraße 153 erreichbar.

## Söhne und Töchter der Stadt
- Akira Ishida (* 1967), Synchronsprecher
- Kōhei Takayanagi (* 1994), Fußballspieler

## Partnerstadt
Owensboro, Kentucky in den Vereinigten Staaten ist eine Partnerstadt Nishins.

## Angrenzende Städte und Gemeinden
- Nagoya
- Nagakute
- Tōgō
- Miyoshi (Aichi)
- Toyota

## Belege
1. ↑  Online directory: Kentucky, USA. Sister Cities International, archiviert vom Original am 18. August 2016; abgerufen am 18. August 2016.  Info: Der Archivlink wurde automatisch eingesetzt und noch nicht geprüft. Bitte prüfe Original- und Archivlink gemäß Anleitung und entferne dann diesen Hinweis.